# St-Pierre (Soubise)

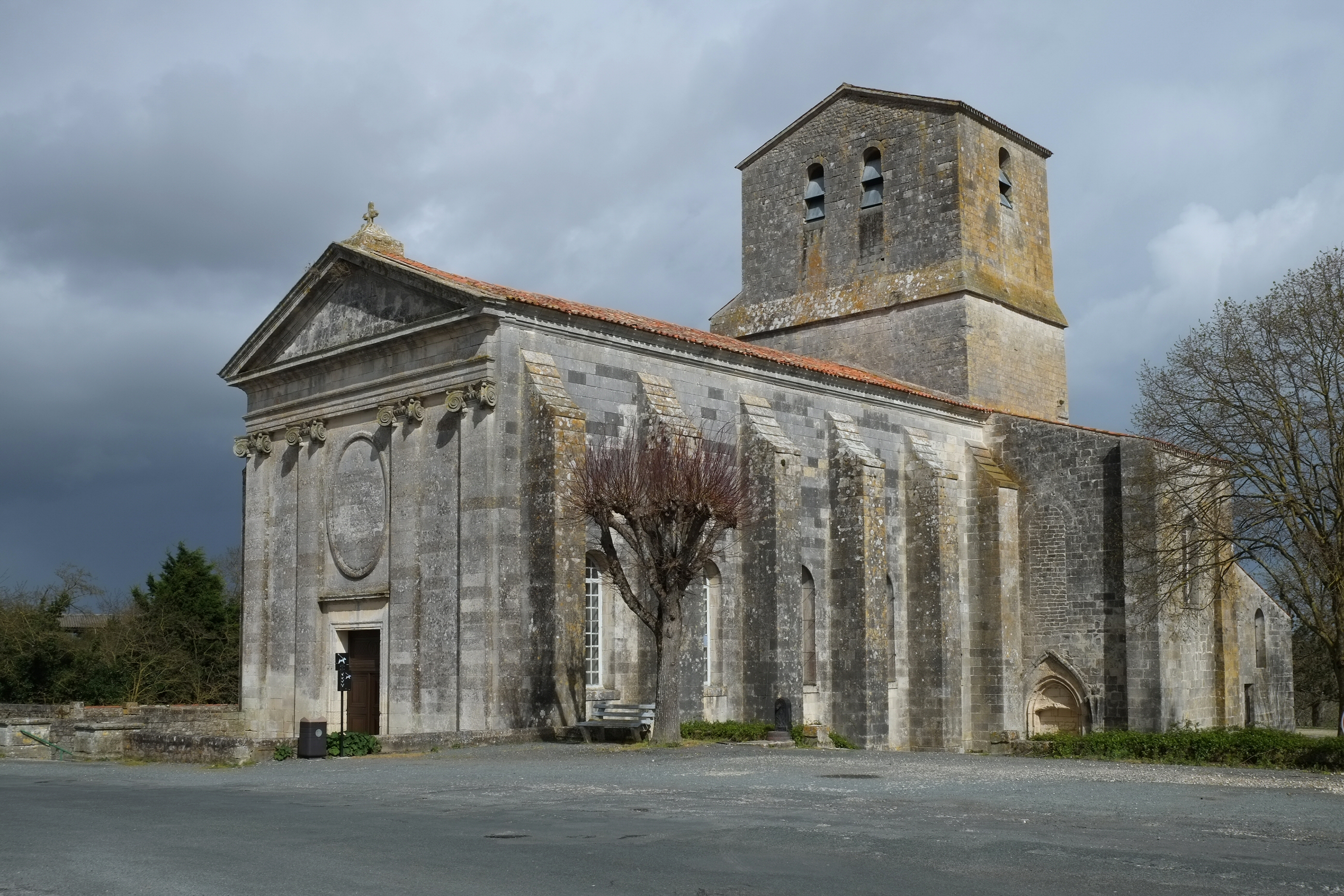
Kirche Saint-Pierre

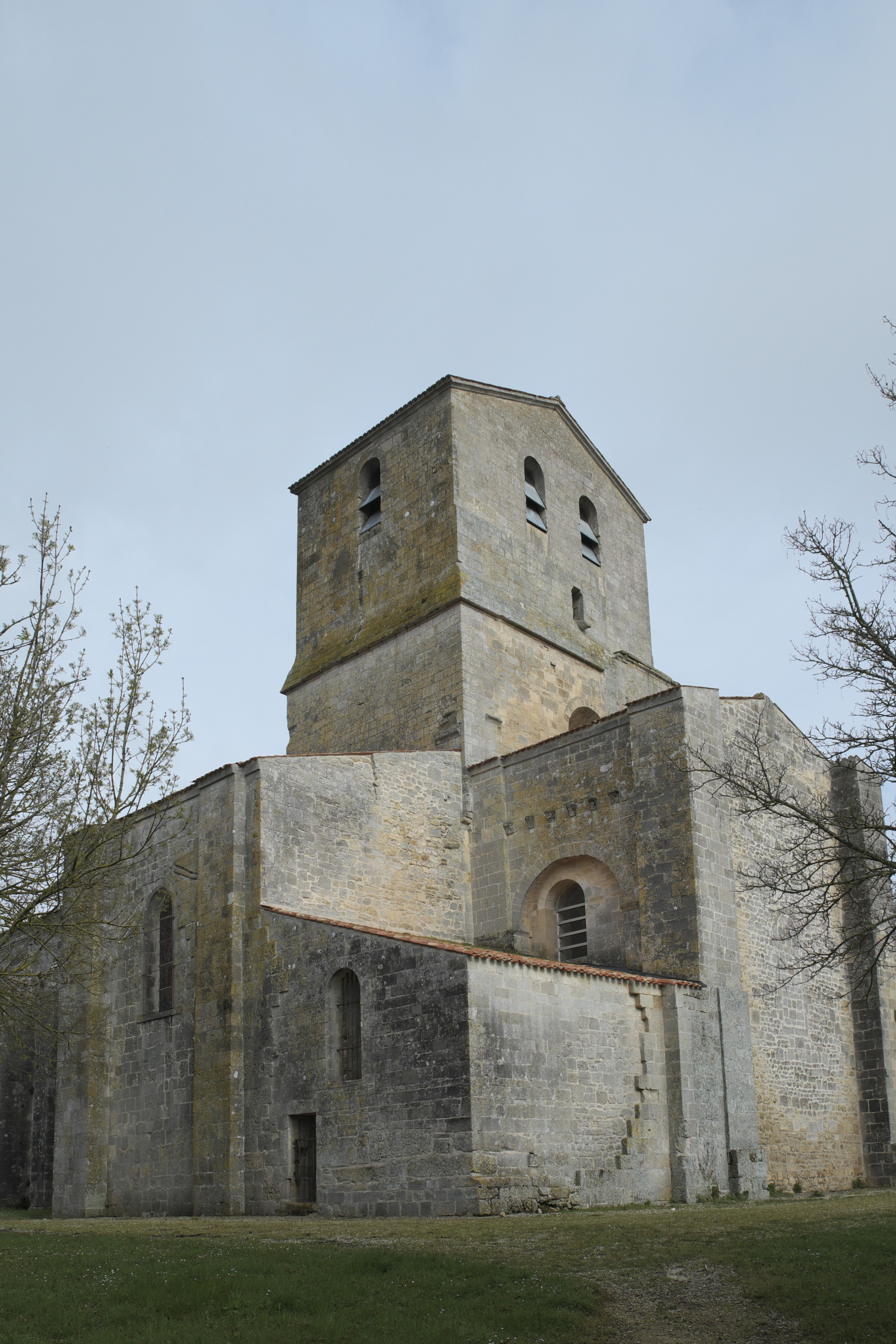
Chorhaupt und Glockenturm

Die katholische Kirche Saint-Pierre in Soubise, einer Gemeinde im Département Charente-Maritime in der französischen Region Nouvelle-Aquitaine, ist im Kern ein romanischer Bau aus dem 12. Jahrhundert. Die dem Apostel Petrus geweihte Kirche diente ursprünglich als Kollegiatkirche und gehörte zum ehemaligen Bistum Saintes. Im Jahr 2009 wurde sie als Monument historique in die Liste der Baudenkmäler in Frankreich aufgenommen.

## Geschichte
Vom romanischen Kirchenbau des 12. Jahrhunderts sind nur noch die Säulen der Vierung und zwei Kapitelle erhalten. Aus der Zeit der Erneuerung der Kirche im 15. Jahrhundert stammen die gotischen Spitzbögen unter der Vierung. Während der Hugenottenkriege wurden Chor und Langhaus weitgehend zerstört. In den Jahren 1700 bis 1712 erfolgte der Wiederaufbau der Kirche durch Hercule-Mériadec de Rohan-Soubise (1669–1749), der den Titel Fürst von Soubise führte und dessen Mutter Anne-Julie de Rohan-Chabot eine Mätresse des französischen Königs Ludwig XIV. war.

## Architektur

### Außenbau
Die Westfassade aus dem 18. Jahrhundert wird durch Pilaster mit ionischen Kapitellen gegliedert und von einem Dreiecksgiebel bekrönt. Über dem Portal ist ein ovales Blendfeld in die Fassade eingeschnitten. Über der Vierung erhebt sich der massive quadratische Glockenturm, dessen Spitzhelm in der Mitte des 19. Jahrhunderts durch ein Satteldach ersetzt wurde. An der Westseite des südlichen Querhauses sieht man ein zugemauertes, von spitzbogigen Archivolten gerahmtes Portal.

### Innenraum

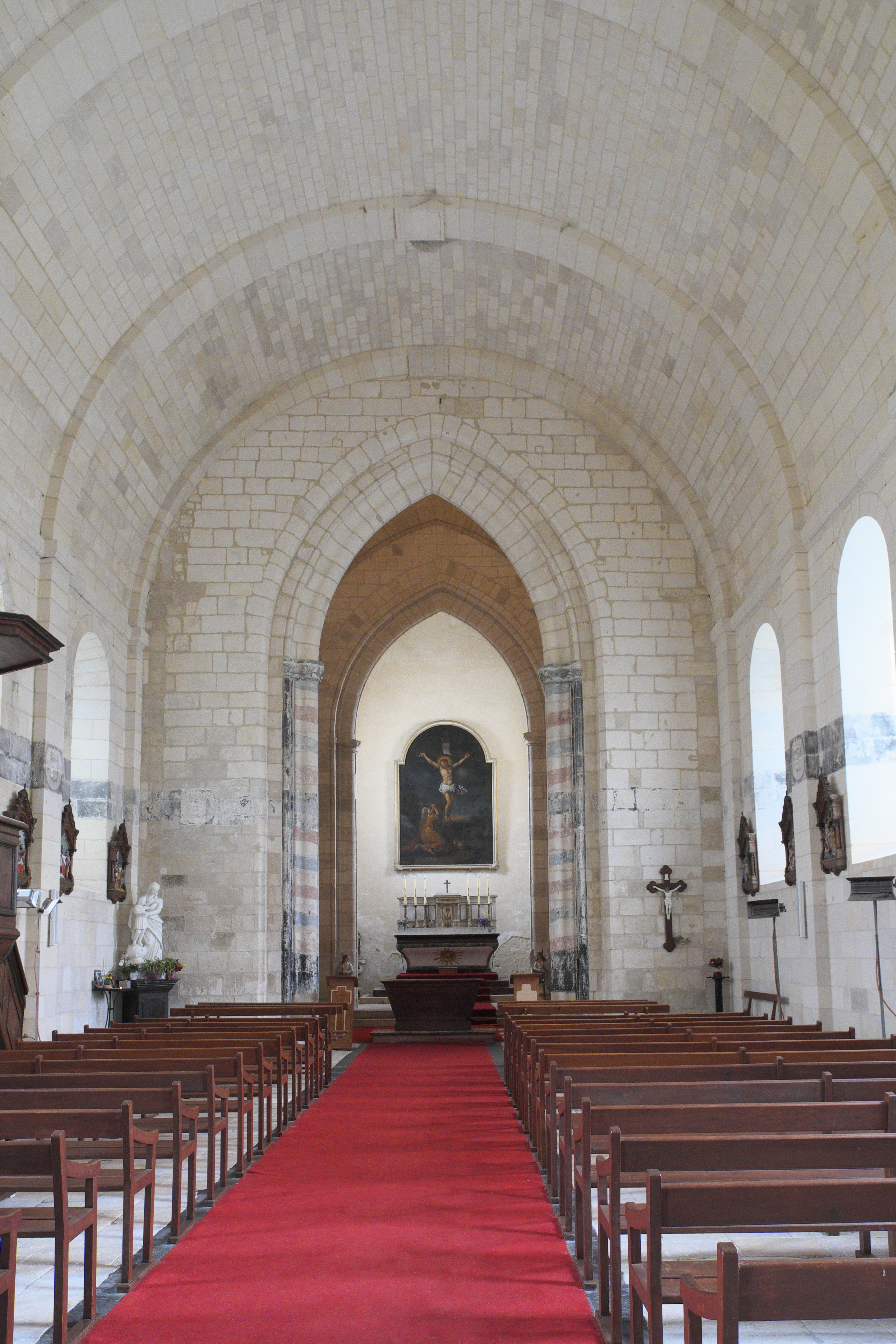
Innenraum

Das einschiffige Langhaus wird von einem mit Gurtbögen unterfangenen Tonnengewölbe gedeckt. Die Vierung wird von einer ungewöhnlichen achteckigen Kuppel überwölbt. Nach dem Tod von Hercule-Mériadec de Rohan im Jahr 1749 wurde zu seinem Gedenken auf die Innenwände der Kirche ein Trauerband, eine Litre funéraire, mit seinem Wappen gemalt.

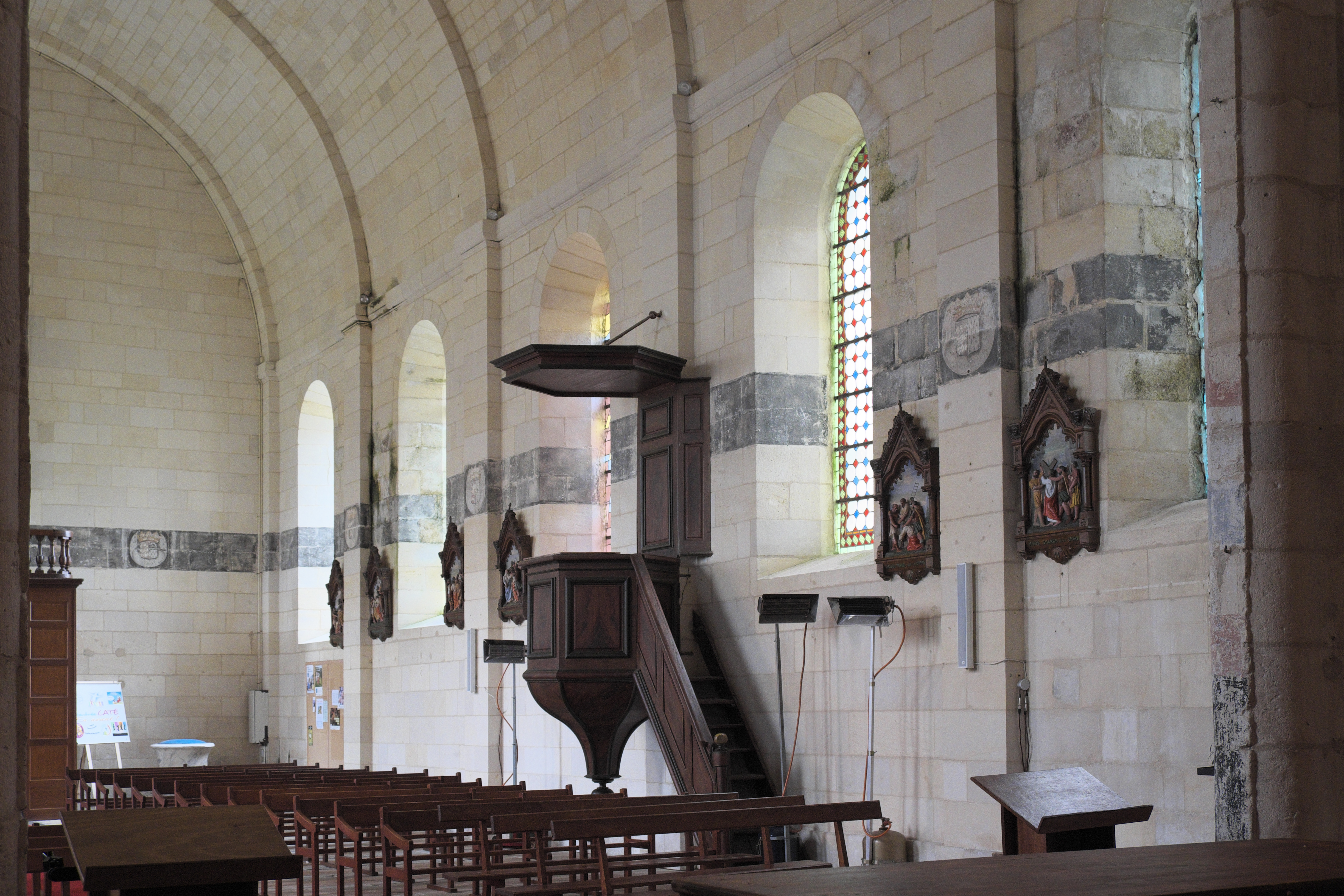
Langhauswand mit Trauerband
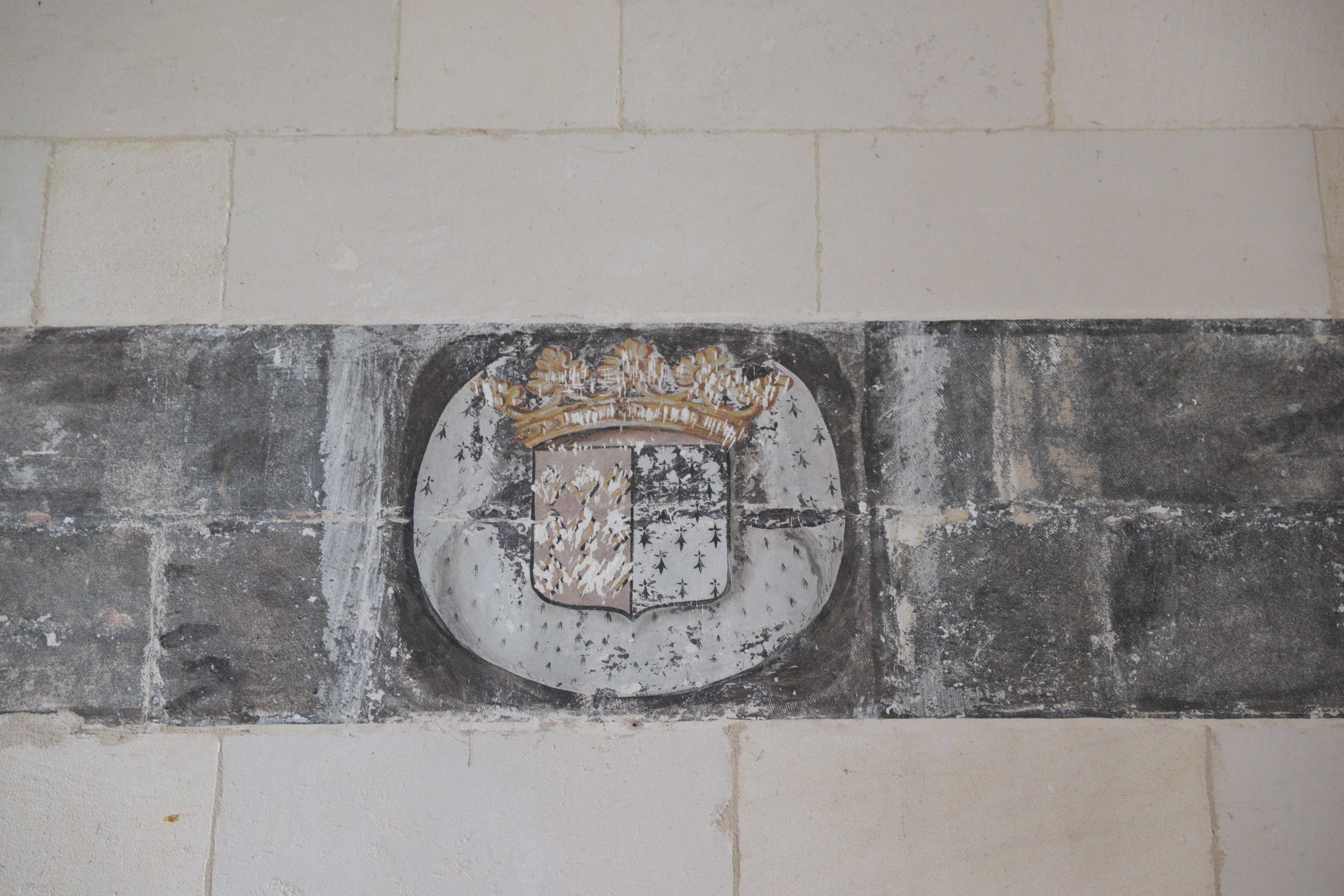
Litre funéraire
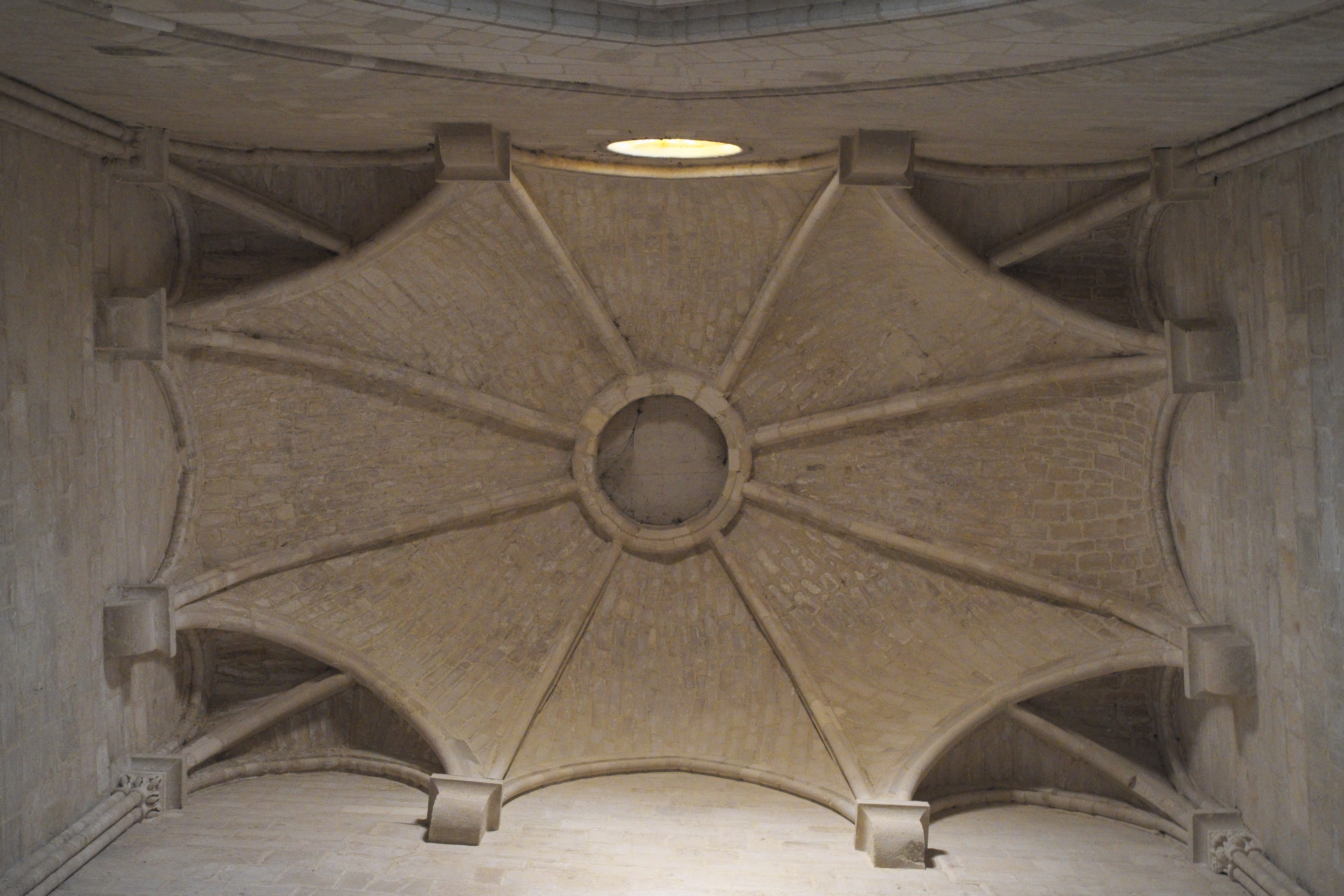
Achteckige Kuppel